# حدس کرامر
قضیه کرامر نام قضیه‌ای است در ریاضیات که توسط هارالد کرامر در سال ۱۹۳۶ مطرح شده است.

## قضیه
اگر {\displaystyle p_{n}}
n امین عددِ اول باشد، آن‌گاه:
{\displaystyle p_{n+1}-p_{n}=O((\log p_{n})^{2}),\ }
یا به‌عبارتی
{\displaystyle \limsup _{n\rightarrow \infty }{\frac {p_{n+1}-p_{n}}{(\log p_{n})^{2}}}=1,}

## تلاش‌ها برای اثبات
در سال ۱۹۵۰، دنیل شانک فرضیه‌ای قوی‌تر از قضیهٔ کرامر را مطرح کرد. او این طور قضیهٔ کرامر را بررّسی کرد و بیان کرد
اگر قضیه کرامر درست باشد، آن‌گاه:
{\displaystyle \limsup _{n\rightarrow \infty }{\frac {p_{n+1}-p_{n}}{(\log p_{n})^{2}}}=c,} with {\displaystyle c=1.}
او گفت: ممکن نیست ثابت c برای همهٔ اعداد اوّل اعمال شود، بنابراین او برای اعداد اوّل کوچک حدس زد:
```

  

    

      

        
c

        
≥

        
2

        

          
e

          

            
−

            
γ

          

        

        
≈

        
1.1229

        
…

      

    

    
{\displaystyle c\geq 2e^{-\gamma }\approx 1.1229\ldots }

  

```

که در آن {\displaystyle \gamma }
ثابتِ اویلر است.